# 산요오노다시
산요오노다시(일본어: 山陽小野田市)는 일본 야마구치현 남서부에 있는 시이다. 2005년 3월 22일에 오노다시와 아사군 산요정이 합병해 탄생했고, 우베 도시권에 속하지만 후쿠오카현 동부와의 관계도 깊기 때문에 간몬 도시권의 일부로 여겨지기도 한다.

## 지리
야마구치현 남서부에 위치하고 남북으로 길며 세토 내해 쪽으로 열려 있는 부채꼴 모양의 시역을 가진다. 중앙부에는 북쪽에서 아사강이, 동부에는 북동쪽에서 아리호강이 각각 남쪽으로 흘러 세토 내해(스오나다)로 흘러든다. 시청은 아리호강 하구부 서안에 있다. 시를 동서로 관통하는 형태로 산요 자동차도, 국도 2호선, 국도 190호선이 지나고 국도 2호선과 국도 190호선이 서부에서 합류한다.

### 기후
비교적 온난하고 세토 내해성 기후에 속하지만 혼슈 서단과 가까워 동해에서도 그다지 멀리 떨어져 있지 않고 겨울에는 흐리며 비오는 날이 많은 동해성 기후 같기도 해 이면성을 갖고 있다.

### 인접하는 자치체
- 우베시
- 시모노세키시
- 미네시

## 역사
- 1940년 11월 3일 - 오노다정과 다카치호정이 합병하여 시로 승격해 오노다시가 되었다.
- 1956년 9월 30일 - 아사정과 하부정이 합병해 산요정이 되었다.
- 2005년 3월 22일 - 오노다시와 산요정이 합병해 산요오노다시가 되었다.

## 산업
메이지 유신 이후 시멘트를 중심으로 하는 공업 도시로 발전하였다. 인접하는 우베시와 함께 기타큐슈 공업지대, 세토우치 공업지역의 일각을 담당하고 있다.

## 교통

### 철도
- 서일본 여객철도
  - 산요 신칸센
  - 산요 본선
  - 오노다선
  - 미네선

### 도로
- 산요 자동차도
- 주고쿠 자동차도
- 국도 2호선
- 국도 190호선
- 국도 제316호선 (일본)(일본어판)

## 인구
| 연도                               | 인구   | ±%     |
| ---------------------------------- | ------ | ------ |
| 1940                               | 66,014 | —      |
| 1950                               | 79,240 | +20.0% |
| 1960                               | 82,498 | +4.1%  |
| 1970                               | 64,536 | −21.8% |
| 1980                               | 68,312 | +5.9%  |
| 1990                               | 69,481 | +1.7%  |
| 2000                               | 67,429 | −3.0%  |
| 2010                               | 64,566 | −4.2%  |
| San'yō-Onoda population statistics |        |        |